# Phractolaemus ansorgii
Phractolaemus ansorgii is een straalvinnige vissensoort uit de familie van de moddervissen (Phractolaemidae). De wetenschappelijke naam van de soort is voor het eerst geldig gepubliceerd in 1901 door Boulenger.